# スーパーカー一覧

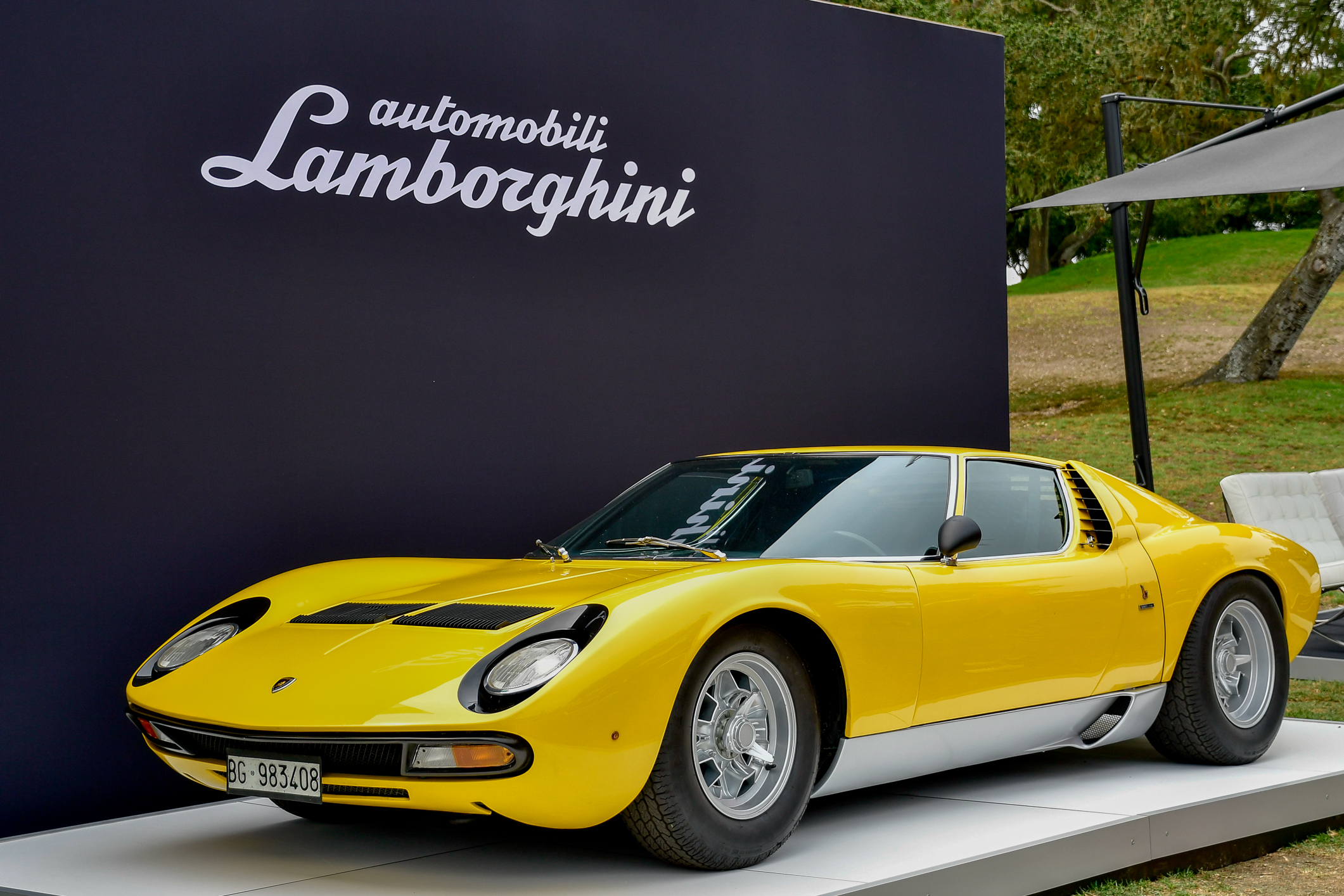
ランボルギーニ・ミウラP400SV

スーパーカー一覧は、スーパーカーと呼ばれる車両を年代ごとにまとめた一覧である。

## 記載基準について
スーパーカーに定義は無く、大辞泉では「性能・美しさ・装備のよさ、価格などで並の自動車を超えた車。スポーツカーの中でも特に大型、強力で、手作りに近いもの」としている。
この一覧では以下の基準を満たす車両を記載する。
- 性能や価格の面で一般的な自動車を上回るスポーツタイプの自動車
- メーカー自身が”スーパーカー”や”スーパースポーツカー”、または”ハイパーカー”などと言及した車種
- スーパーカーと言及された車種の派生モデルも含む
- メーカーや開発者など関係者にスーパーカーでないと否定された車種は除く

## スーパーカー一覧

### 1950年代以前
- ジャガー・XKSS[2]
- メルセデス・ベンツ・SSK[3]
- メルセデス・ベンツ・300SL[3]
- ポルシェ・550[4]

### 1960年代
- ランボルギーニ・ミウラ[5]
- ポルシェ・904[4]
- トヨタ・2000GT[6]

### 1970年代
- フェラーリ・365GT4BB[7]
- ポルシェ・911 ターボ[4]
- ランボルギーニ・カウンタック[8]
- ランボルギーニ・シルエット[9]

### 1980年代
- ジオット・キャスピタ[10]
- 日産・MID4 II[11]
- フェラーリ・288 GTO[12]
- フェラーリ・F40[13]
- ポルシェ・959[4]
- ランボルギーニ・ジャルパ[14]

### 1990年代
- ブガッティ・EB110[15]
- フェラーリ・F50[13]
- フェラーリ・F355[16]
- ホンダ・NSX[17]
- チゼータ・V16T[18]
- ランボルギーニ・ディアブロ[19]
- マクラーレン・F1[20]
- メルセデス・ベンツ・CLK-GTR[3]
- パガーニ・ゾンダ[21]
- ポルシェ・911 GT1[4]
- ヤマハ・OX99-11[22]

### 2000年代
- アウディ・R8[23]
- アスカリ・A10[24]
- アスカリ・KZ1[25]
- アストンマーティン・One-77[26]
- イタルデザイン・Vad.Ho[27]
- ケプラー・モーション（英語版）[28]
- シトロエン・GT by シトロエン[29]
- トミーカイラ・ZZ II[30]
- ブガッティ・ヴェイロン[15]
- ファクトリーファイブレーシング・GTM[31]
- フェラーリ・エンツォフェラーリ[13]
- フェラーリ・FXX[32]
- ケーニグセグ・CC8S[33]
- ケーニグセグ・CCR[34]
- ケーニグセグ・CCX[35]
- ボルウェル・ナガリ（英語版）[36]
- ベクター・WX-8（英語版）[37]
- マルシャ・B1[38]
- マルシャ・B2[39]
- ランボルギーニ・ガヤルド[40]
- ランボルギーニ・エストーケ[41]
- ランボルギーニ・ムルシエラゴ[42]
- ランボルギーニ・レヴェントン[43]
- レクサス・LFA[44]
- レクサス・LF-A[45]
- マセラティ・MC12[46]
- マツダ・風籟[47]
- メルセデス・ベンツ・SLR マクラーレン[3]
- メルセデス・ベンツ・SLS AMG[3]
- ポルシェ・カレラ GT[4]
- サリーン・S7[48]
- ゼンヴォ・ST1[49]
- GTA・スパーノ[50]
- HTT・プレソラ LC-750（英語版）[51]
- RUF・CTR3[52]
- SSC・エアロ[53]
- 9ff・スピード 9[54]
- 光岡・オロチ[注釈 1][55]

### 2010年代
- アスパーク・アウル[注釈 2][56]
- アストンマーティン・ヴァルカン AMR Pro[57]
- アッリネーラ・フサリア GT[58]
- アポロ・インテンサ エモツィオーネ[59]
- アリア・FXE（英語版）[60]
- アルテガ・スカーロ スペレイエトラ[61]
- アレスデザイン・パンサー プロジェクト1[62]
- イコーナ ・ボルカーノ（英語版）[63]
- イスパノ スイザ・カルメン（英語版）[64]
- インフェルノエキゾチックカー・インフェルノ[65]
- ヴァジラーニ・シュル[66]
- ヴァンサー・サルテ[67]
- ウルティマ・EVO[68]
- エクウス・スローバック[69]
- エレメンタル・RP1（英語版）[70]
- ギレ・ヴェルティゴ.5 スピリット[71]
- クラシックファクトリー・エレクストラ[72]
- グンペルト・ナタリー[73]
- コヴィーニ・C6W[74]
- サヴェージ・リヴァーレ・ロードヨット GTS[75]
- サラフ・C2[76]
- サリーン・S1[77]
- ジェノベーション・GXE[78]
- シャナレリー・デザイン 1（英語版）[79]
- スーパーライトカーズ・スーパーライト SL-C[80]
- スパルタン・V（英語版）[81]
- デヴェル・シックスティーン[82]
- テックルールズ・レン RS（英語版）[83]
- トゥシェック TS 900 レーサープロ[84]
- トヨタ・GR スーパースポーツ コンセプト[85]
- ドラコ・GTE（英語版）[86]
- トラモンターナ・XTR[87]
- トリオン・ネメシス（英語版）[88]
- パガーニ・イモラ[89]
- ファルコン・F7[90]
- ブガッティ・シロン[15]
- ブガッティ・チェントディエチ[91]
- ブガッティ・ディーヴォ[注釈 3][92]
- フェラーリ・ラ フェラーリ[93]
- フェラーリ・ラ フェラーリ アペルタ[94]
- フェラーリ・SF90 ストラダーレ[95]
- フォード・GT[96]
- プラーガ・R1R[97]
- ブラバム・BT62[注釈 4][98]
- ホンダ・NSX (2016年)[99]
- ケーニグセグ・アゲーラ[100]
- ケーニグセグ・レゲーラ[注釈 5][101]
- ケーニグセグ・ジェスコ[101]
- ランボルギーニ・アヴェンタドール[102]
- ランボルギーニ・ウラカン[103]
- ランボルギーニ・ヴェネーノ[104]
- ランボルギーニ・チェンテナリオ[105]
- ランボルギーニ・テルツォ ミッレニオ[106]
- ランボルギーニ・シアン FKP 37[107]
- マザンティ・エヴァントラ[108]
- マクラーレン・MP4-12C[109]
- マクラーレン・P1[110]
- マクラーレン・GT[111]
- マクラーレン・650S[112]
- マクラーレン・675LT[113]
- マクラーレン・720S[114]
- パガーニ・ウアイラ[115]
- ポルシェ・918[116]
- ロータス・エヴァイヤ[注釈 2][117]
- BAC・Mono[118]
- BXR・ベイリー ブレード XTR[119]
- GFG スタイル・カンガルー[120]
- GLM・G4[121]
- RAESR・タキオン スピード[122]
- SCG・003S[123]
- SSC・トゥアタラ[124]
- TR スーパーカーズ・スピード 12 ターボ[125]
- VUHL・05[126]
- Wモーターズ・フェニア スーパースポーツ[127]
- Wモーターズ・ライカン ハイパースポーツ[128]
- XINGモビリティ・ミス R[129]

### 2020年代
- アエラ・SUV[130]
- アジュラニ・ドラクマ[131]
- アストンマーティン・ヴァルキリー[132]
- アストンマーティン・ヴァルハラ[133]
- アダマストール・フューリア[134]
- アポロ・プロジェクト EVO（英語版）[135]
- アラキス・サンドストーム（英語版）[136]
- アルファロメオ・33 ストラダーレ[137]
- アレスデザイン・S1[138]
- イスパノ スイザ・カルマン ブローニュ（英語版）[139]
- ヴィリテック・アプリケール（英語版）[140]
- エングラー・FF スーパークワッド[141]
- カルマ・カヴェヤ[142]
- ケーニグセグ・ジェメラ[143]
- ゼンヴォ・オーロラ（英語版）[144]
- ジンガー・21C（英語版）[145]
- テスラ・ロードスター (二代目)[146]
- 日産・ハイパーフォース[147]
- 日産・GT-R 2024[148]
- トゥシェック・イオン E[149]
- ドンカーブート・F22（英語版）[150]
- ナラン・ハイパークーペ（英語版）[151]
- ニル・27[152]
- ハイペリオン・XP-1（英語版）[153]
- パガーニ・ウトピア[154]
- バリュープログレス・ビースト[155]
- ビジョン・1789[156]
- ヒフィ・A[157]
- ビッザリーニ・ハイパー GT[158]
- ピニンファリーナ・バッティスタ[注釈 2][159]
- ピニンファリーナ・B95[注釈 6][160]
- フォード・GT Mk.IV[161]
- ブガッティ・トゥールビヨン（英語版）[注釈 3][162]
- ブガッティ・ボライド[注釈 3][注釈 4][163]
- プラーガ・ボヘマ（英語版）[164]
- ベガ・EVX（英語版）[165]
- ヘネシー・ヴェノム F5[166]
- ベルトーネ・GB110[167]
- ポールスター・シナジー[168]
- ホンダ・NSX タイプS[169]
- マクマートリー・スピアリング（英語版）[170]
- マクラーレン・アルトゥーラ[171]
- マクラーレン・ソーラス GT[注釈 4][172]
- マクラーレン・750S[173]
- マクラーレン・765LT[174]
- マクラーレン・GTS[175]
- マクラーレン・W1（英語版）[176]
- マセラティ・MC20[177]
- マセラティ・GT2 ストラダーレ[178]
- メルセデスAMG・One[179]
- フェラーリ・F80[180]
- フェラーリ・KC23（フランス語版）[181]
- フェリーノ・cB7R（英語版）[182]
- ヤンワン・U9[注釈 2][183]
- ラフィット・アトラックス[184]
- ランボルギーニ・ウラカン ステラート[185]
- ランボルギーニ・ウルス S[186]
- ランボルギーニ・エッセンサ SCV12[注釈 4][187]
- ランボルギーニ・カウンタック LPI 800-4[8]
- ランボルギーニ・シアン ロードスター[188]
- ランボルギーニ・テメラリオ[189]
- ランボルギーニ・フェノメノ[190]
- ランボルギーニ・レヴエルト[191]
- リマック・ネヴェーラ[注釈 2][192]
- レッドブル・RB17[193]
- ロータス・エメヤ（英語版）[194]
- ALIENO・UNUM[195]
- Apex・AP-0（英語版）[196]
- GMA・T.33[197]
- GMA・T.50[198]
- KTM・クロスボウ GT-XR[199]
- Rhino・RR01[200]
- SCG・004（英語版）[201]
- SPオートモービル・カオス[202]
- 777・ハイパーカー[203]